# Estadi Municipal de Pasarón
L'Estadi Municipal de Pasarón és un camp de futbol de la ciutat de Pontevedra, a Galícia. És propietat de l'Ajuntament de la ciutat i és on hi disputa els seus partits com a local el Pontevedra Club de Fútbol.

## Història
Als terrenys de Pasarón es van jugar partits des de la dècada de 1920, quan jugava allà la Sociedad Deportiva Atletic Club de Pontevedra. El 1931 era la seu de l'Eiriña CF, i va ser la seu del Pontevedra CF des de la seva fundació el 1941.
Després de l'ascens de l'equip a Segona Divisió el 1960, l'ajuntament, presidit per l'alcalde José Filgueira Valverde, va comprar els terrenys a la família de Valentín Paz Andrade. El camp va ser dissenyat pels arquitectes municipals, Emilio Quiroga Losada i Alfonso Barreiro Buján. Va ser inaugurat el 1965.
El 7 de gener de 1973, en un partit entre el Pontevedra i el Sevilla FC, va morir a Pasarón el jugador visitant Pedro Berruezo, a causa d'una aturada cardíaca.
Tot i les reformes de l'any 1982 coincidint amb la celebració de la Copa del Món a Espanya, l'estadi estava molt deteriorat després de 50 anys, i després de l'ascens del Pontevedra a Segona Divisió el 2004, es va realitzar una reforma integral, enderrocant i construint el nou estadi per sectors (fons nord, fons sud, tribuna i preferència).
Amb les reformes realitzades entre 2004 i 2010, es va reduir la capacitat de 16.500 a 12.500 espectadors, ja que abans els fons estaven dissenyats per a estar dempeus. La remodelació de l'estadi va ser finançada per l'ajuntament, la Diputació de Pontevedra i la Xunta de Galícia.
El 28 de desembre de 2008 va acollir un partit de la selecció gallega de futbol femení contra la selecció de les Illes Balears.